# شاپرک ساقه‌خوار گوجه‌فرنگی
شاپرک ساقه‌خوار گوجه‌فرنگی (نام علمی: Symmetrischema tangolias) نام یک گونه از تیره صنوبرنشینان است.